# Dzsamaszb szászánida király
Dzsamaszb (? – 502) a Szászánida Birodalom királya 496–498 között. I. Kavád nemesek általi trónfosztása után került trónra. Jó király volt, csökkentette az adókat, hogy ezzel segítse a parasztokat és a szegényeket. A mazdakita szekta felé is mutatott némi szimpátiát. Uralkodása rövid ideig tartott, mivel bátyja, Kavád, a heftaliták segítségével visszaszerezte tőle trónját. Dzsamaszb hívei letették Kavád előtt a fegyvert, és visszahelyezték trónjára. Írott források nem emlékeznek meg Dzsamaszb további sorsáról, de valószínűleg Kavád királyi udvarában maradt.

## Fordítás
- Ez a szócikk részben vagy egészben  az   Imperio_Sasánida című spanyol Wikipédia-szócikk fordításán alapul.  Az eredeti cikk szerkesztőit annak laptörténete sorolja fel. Ez a jelzés csupán a megfogalmazás eredetét és a szerzői jogokat jelzi, nem szolgál a cikkben szereplő információk forrásmegjelöléseként.

| Előző uralkodó: I. Kavád | Szászánida király 496 – 498 | Következő uralkodó: I. Kavád |